# Île Hans
L’île Hans (en danois : Hans Ø ; en anglais : Hans Island ; en inuktitut : ᑕᕐᑐᐸᓗᒃ, Tartupaluk et en groenlandais : Tartupaluk) est un îlot situé au centre du passage Kennedy dans le détroit de Nares (baie de Baffin) entre l'île d'Ellesmere et le Groenland.
L'île est partagée entre le Danemark et le Canada depuis 2022.

## Géographie
Hans est la plus petite des trois îles situées dans le canal Kennedy, les deux autres étant l'île Franklin et l'île Crozier, toutes deux danoises. Sa superficie est de 1,3 km2. Sa situation sur la frontière maritime entre le Canada (île d'Ellesmere dans le territoire du Nunavut) et le royaume de Danemark (nord du Groenland) fait que les deux pays s'en sont longtemps disputé la souveraineté, jusqu'à la conclusion en juin 2022 d'un accord de division de l'île.
L'île est un rocher de calcaire silurien fossilifère culminant à 195 m, et dont l'altitude moyenne est de 60 m, dépourvu de végétation et inhabité. En raison du réchauffement climatique, elle devient une escale accessible pour la navigation dans le canal Kennedy : les experts estiment que la période de navigabilité annuelle croîtra de 20 jours à la date de l'étude — publiée le 8 novembre 2004 — à 150 jours à l'horizon 2080[réf. nécessaire]. Ce canal contient des réserves de pétrole.

## Histoire

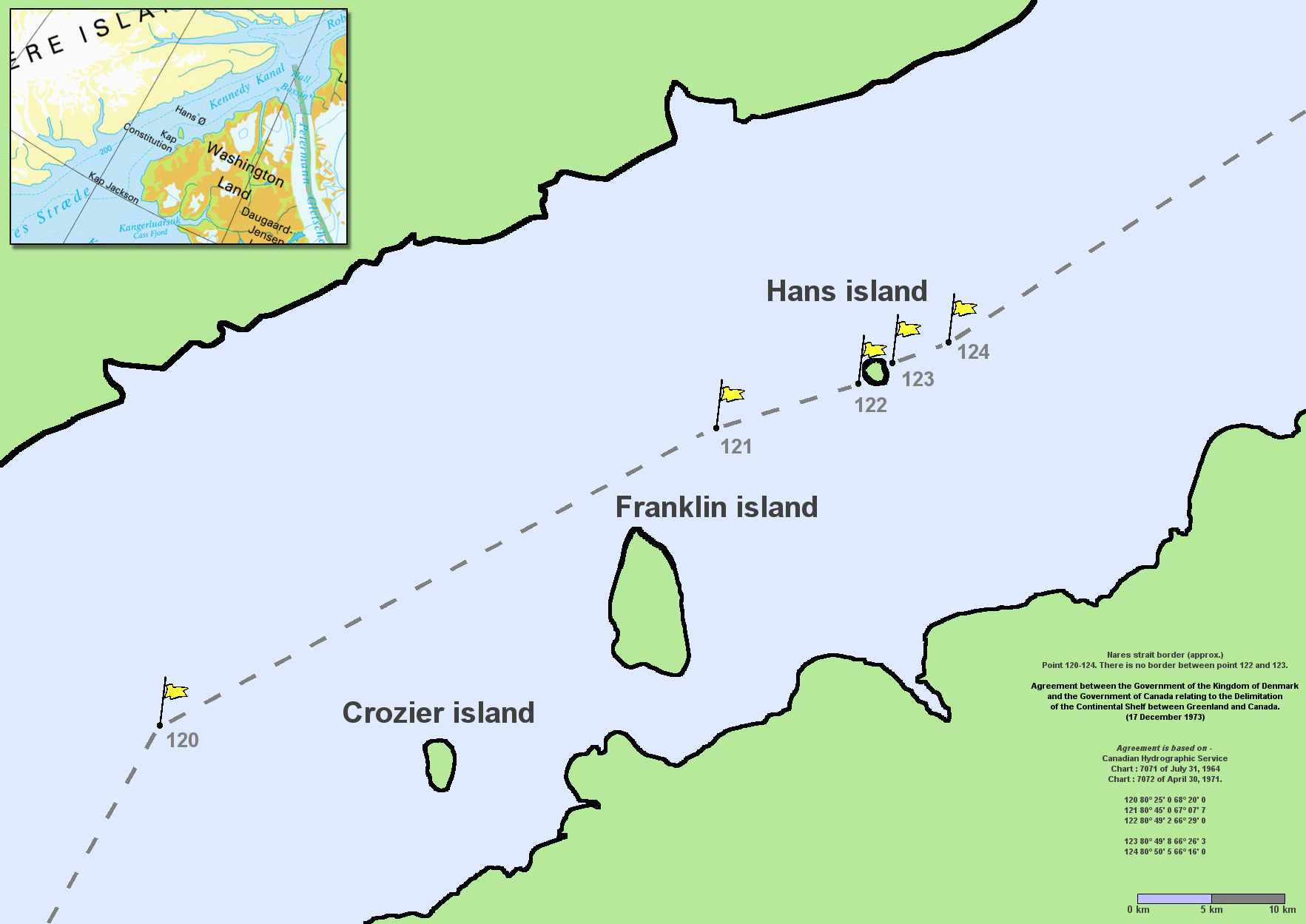
Carte de la zone de l'île Hans, indiquant les frontières reconnues par le Canada et le Danemark. Il est explicitement écrit « il n’y a pas de frontière entre les points 122 et 123 » ce qui correspond à l’île Hans, mais cela n'est plus exact depuis l'accord du 14 juin 2022 qui a partagé l'île en deux.

### Revendications duXIXesiècle
En 1853, une expédition dont fait partie Hans Hendrik, un explorateur groenlandais qui donnera son nom à l'île, revendique celle-ci au nom du Danemark. Les Danois considèrent également que l'île était utilisée par les Inuits du Groenland. Le Canada, pour sa part, se fonde sur un traité de 1880 qui a prévu le transfert d'îles arctiques de la part de la Grande-Bretagne.

### Traité frontalier de 1973
En 1973, le Canada et le Danemark signent un traité sur la définition de leur frontière commune mais laissent la question de la souveraineté sur l'îlot en suspens. Le Danemark revendique le territoire qu'il aurait découvert en 1852. Il s'appuie aussi sur le fait que la Cour permanente de justice internationale lui a reconnu en 1933 la possession du Groenland et que l'île Hans appartient au même bloc géologique. Le Canada estime de son côté que l'île a été découverte par un explorateur britannique.

### «Guerre du whisky»
En 1984, le ministre danois des affaires du Groenland dresse un drapeau danois sur l'île, déposant au pied une bouteille de schnaps danois avec une note souhaitant la bienvenue sur « l'île danoise », ce qui donne le nom de « guerre du whisky » au désaccord entre les deux pays, chaque pays laissant à son tour sur l'île une bouteille d'un alcool national,.
En 1988, 1995, 2002 et 2003, la marine danoise accoste sur l'île et y plante un drapeau danois. En juillet 2005, des soldats canadiens dressent le drapeau canadien sur l'île ainsi qu'un inuksuk. La semaine suivante le ministre canadien Bill Graham se rend sur place, provoquant les protestations officielles des autorités danoises. Au début du mois d'août 2005, le patrouilleur danois Tulugaq (KDM Vædderen F359) est parti d'une base de la côte du Groenland pour atteindre l'île et réaffirmer la souveraineté danoise sur l'îlot.
En septembre 2005, les ministres des affaires étrangères des deux pays ont publié une déclaration conjointe, en marge de l'Assemblée générale des Nations unies, affirmant : « Nous continuerons d'unir nos efforts pour trouver une solution à long terme au différend au sujet de l'île Hans. » En novembre 2012, un nouvel accord sur la frontière canado-danoise laisse une fois de plus la question de côté.

### Terra nullius

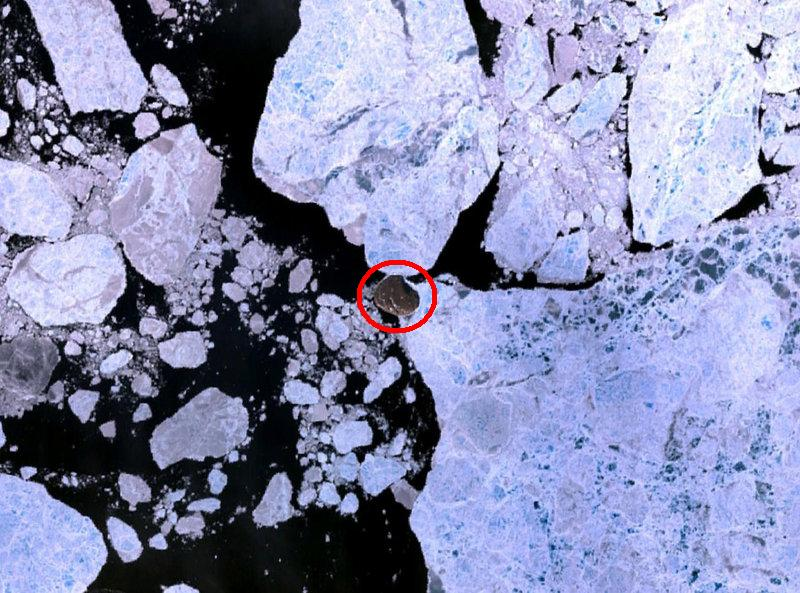
Île Hans. Image du satellite Landsat 7

En décembre 2013, à l'initiative d'Emmanuel Hussenet, l'association « Hans Insula Universalis » est fondée avec comme objectif l'obtention pour l'île Hans du statut de Terra nullius, un territoire n'appartenant à aucun État. L'association propose à tous et chacun de devenir citoyen virtuel et ambassadeur de l’île, de manière gratuite et non intéressée, afin d'obtenir de plusieurs États qu'ils rejoignent cette demande.
L'idée est de faire de ce territoire une terre intouchable, évitant ainsi de la transformer en guichet commercial de tel ou tel pays après la fonte des glaces, avec pour but d'éviter le pillage pétrolier des pôles. Il s'agit ainsi de fixer un repère symbolique qui représenterait l'éveil des consciences et l'intérêt commun, dans un contexte de crise climatique et de l'épuisement des écosystèmes qui met en danger l'ensemble de l'humanité. Alors que la science et les débats internationaux ne semblent pas apporter de réponse suffisante au réchauffement planétaire, l'occupation virtuelle de l'île Hans invite à la prise de distance et à la réflexion pour favoriser les changements en chacun. La proposition recueille un certain succès et est relayée par divers médias.

### Accord de division de l'île
Le 14 juin 2022, la reine du Canada Élisabeth II et la reine de Danemark Margrethe II signent un accord qui conclut à la division de l'île en deux parties presque égales, l'une relevant de la souveraineté canadienne et l'autre de la souveraineté danoise (rattachée au Groenland),. L'idée d'en faire un condominium, qui avait été envisagée, n'est pas retenue.